# Estación Encón
Encón es una estación ferroviaria que formó parte del ramal que comunicaba Putaendo con San Felipe, la cual permitía el traslado de personas y productos agrícolas hasta la Estación San Felipe.